# 大賞識
大賞識（日語：アドマイヤマックス），是一匹日本純種競賽馬匹。生涯活躍於短途及一哩賽事，曾勝出高松宮紀念。

## 出賽前
1999年4月10日出生於北海道早來町（今安平町）北部牧場，同年被馬主近藤利一於拍賣會上以7350萬日圓購入。
其後交由栗東訓練中心練馬師橋田滿訓練。

## 競賽生涯

### 2歲
2001年10月13日出戰京都競馬場的2歲新馬戰，由福永祐一策騎。比賽途中，於中團位置推進並於直路跑出全場最快末腳獲得勝利。
其後出戰東京體育盃兩歲錦標，再次以優秀的末腳加速度獲勝，奪得首個分級賽冠軍。
12月22日出戰短波電台兩歲錦標，獲得第一人氣。比賽途中再次選擇中團戰術並於最後直路加速，但未能追上前方的Mega Stardom及Machikane Akatsuki，僅獲第三。

### 3歲
進入2002年，被診斷出右橈骨骨折，逼於無奈進入長期休養，錯過春季的所有賽事。
其後於秋季復出，出戰聖烈特紀念。比賽途中，其與Balance of Game於最後直路一同衝刺，但落於下風，最終獲得第二。
10月20日出戰菊花賞，獲得第二人氣。比賽開始後，其保持於中團靠後的位置推進，但於最後直路上未能進一步加速，以第十一大敗。
其後出戰京阪盃獲得第三，賽後被診斷出左橈骨骨折，需要再次休養。

### 4歲
2003年復出出戰安田紀念，獲得第六人氣。比賽開始後，其選擇於以往不同的先頭戰術，於約莫第三的位置推進。進入直路後，其仍然保持速度並開始加速，但於最後關頭被後上的愛麗數碼超越，以頸位落敗。
其後出戰關屋紀念獲得第三，再於人馬錦標獲得第四。
10月5日出戰短途馬錦標。比賽開始後其選擇停留於於中團，並於最後直路和同爲後上馬的多旺達一同衝出。最終，多旺達憑藉其恐怖的末腳奪冠，而信念則成功保住第二，大賞識則爲第三。
短途馬錦標過後，陣營宣佈安排其遠征香港，陪同天鵝騎士及千里通一同出戰香港一哩錦標，並最終獲得第四的不俗戰績。

### 5歲
2004年陣營決定安排其放草，避戰春季全部比賽。
10月2日復出出戰公開賽港灣人工島錦標，但欠缺比賽狀態之下獲得第四。
其後出戰富士錦標，雖然開始回勇奪得冠軍，但於11月的一哩冠軍賽及12月的CBC賞中分別以第六及第五落敗。

### 6歲
進入2005年，首戰爲根岸錦標，爲其首次出戰泥地賽事。可惜，於比賽途中，其於直路上未有任何亮眼表現，未能進一步加速之下以第十一大敗。
其後重返草地比賽出戰阪急盃，於直路上和堅蘭天鵝、金鎮之光及勝賢上演了一場精彩的爭奪戰，最終獲得第四。
3月27日出戰高松宮紀念，由武豐策騎並且獲得第四人氣。比賽開始開始後，金鎮之光率先展開領放，而其他馬匹紛紛從後追趕。進入直路後，其開始加速衝刺進佔前方位置，先直路中段成功壓制一同衝出的Precious Cafe，及後又成功抵擋追擊的堅蘭天鵝，最終以2 1/2馬位優勢衝線，成功奪得首個一級賽冠軍。
然而於其後的比賽並未延續此勢頭，先於京王盃春季盃獲得第四，後於安田紀念以第十以大敗。
進入秋季，其出戰短途馬錦標，但未能追上前方的精英大師又被多旺達超越，獲得第三。
11月2日出戰一哩冠軍賽，未能進一步加速，獲得第六。
其後再次遠征香港，但本次爲出戰香港短途錦標，最終再次未能發揮表現，以第十一大敗。
其後陣營宣佈安排其退役，並於2006年1月16日和同爲馬主近藤利一旗下的馬匹Admire Groove及尊師重道於北方馬匹公園舉行退役儀式。

### 詳細賽績
| 日期       | 舉辦國家/地區 | 馬場 | 距離   | 級別 | 賽事名稱           | 負重 | 騎師       | 馬號 | 出馬 | 名次 | 時間    | 頭馬（二馬）           |
| ---------- | ------------- | ---- | ------ | ---- | ------------------ | ---- | ---------- | ---- | ---- | ---- | ------- | ---------------------- |
| 13/10/2001 | 日本          | 京都 | 草1600 |      | 2歲新馬            | 53   | 福永祐一   | 8    | 8    | 1    | 1:36.1  | （Meisho Tokimune）    |
| 17/11/2001 | 日本          | 東京 | 草1800 | GIII | 東京體育盃兩歲錦標 | 55   | 福永祐一   | 16   | 18   | 1    | 1:48.2  | （Machikane Akatsuki） |
| 22/12/2001 | 日本          | 阪神 | 草2000 | GIII | 短波電台兩歲錦標   | 55   | 福永祐一   | 4    | 16   | 3    | 2:03.5  | Mega Stardom           |
| 15/9/2002  | 日本          | 新潟 | 草2200 | GII  | 聖烈特紀念         | 56   | 後藤浩輝   | 9    | 17   | 2    | 2:13.1  | 各有千秋               |
| 20/10/2002 | 日本          | 京都 | 草3000 | GI   | 菊花賞             | 57   | 後藤浩輝   | 18   | 18   | 11   | 3:08.1  | 菱鑽奇寶               |
| 23/11/2002 | 日本          | 京都 | 草1800 | GIII | 京阪盃             | 55   | 後藤浩輝   | 6    | 15   | 3    | 1:45.5  | 響尾蛇                 |
| 8/6/2003   | 日本          | 東京 | 草1600 | GI   | 安田記念           | 58   | 武豐       | 16   | 18   | 2    | 1:32.1  | 愛麗數碼               |
| 3/8/2003   | 日本          | 新潟 | 草1600 | GIII | 關屋紀念           | 56   | 後藤浩輝   | 3    | 16   | 3    | 1:32.0  | Osumi Cosmo            |
| 14/9/2003  | 日本          | 阪神 | 草1200 | GIII | 人馬錦標           | 56   | 福永祐一   | 7    | 13   | 4    | 1:08.2  | Tenshino Kiseki        |
| 5/10/2003  | 日本          | 中山 | 草1200 | GI   | 短途馬錦標         | 57   | 武豐       | 13   | 15   | 3    | 1:08.2  | 多旺達                 |
| 14/12/2003 | 香港          | 沙田 | 草1600 | GI   | 香港一哩錦標       | 57   | 福永祐一   | 4    | 14   | 4    | 1:34.60 | 幸運馬主               |
| 2/10/2004  | 日本          | 阪神 | 草1600 | OP   | 港灣人工島錦標     | 56   | 赤木高太郎 | 10   | 10   | 4    | 1:33.9  | New Very               |
| 23/10/2004 | 日本          | 東京 | 草1600 | GIII | 富士錦標           | 56   | 武豐       | 1    | 14   | 1    | 1:33.2  | （Monopole）           |
| 21/11/2004 | 日本          | 京都 | 草1600 | GI   | 一哩冠軍賽         | 57   | 武幸四郎   | 12   | 16   | 6    | 1:33.7  | 多旺達                 |
| 19/12/2004 | 日本          | 中京 | 草1200 | GII  | CBC賞              | 57   | 武幸四郎   | 16   | 16   | 5    | 1:08.4  | Precious Cafe          |
| 29/1/2005  | 日本          | 東京 | 泥1400 | GIII | 根岸錦標           | 57   | 武豐       | 4    | 16   | 14   | 1:25.4  | 名將球手               |
| 27/2/2005  | 日本          | 阪神 | 草1200 | GIII | 阪急盃             | 57   | 福永祐一   | 15   | 16   | 4    | 1:08.6  | 堅蘭天鵝               |
| 27/3/2005  | 日本          | 中京 | 草1200 | GI   | 高松宮記念         | 57   | 武豐       | 18   | 18   | 1    | 1:08.4  | （堅蘭天鵝）           |
| 15/5/2005  | 日本          | 東京 | 草1400 | GII  | 京王盃春季盃       | 59   | 武豐       | 13   | 18   | 4    | 1:21.1  | 淺草田園               |
| 5/6/2005   | 日本          | 東京 | 草1600 | GI   | 安田記念           | 58   | 武豐       | 13   | 18   | 12   | 1:33.0  | 淺草田園               |
| 2/10/2005  | 日本          | 中山 | 草1200 | GI   | 短途馬錦標         | 57   | 武豐       | 12   | 16   | 3    | 1:07.6  | 精英大師               |
| 20/11/2005 | 日本          | 京都 | 草1600 | GI   | 一哩冠軍賽         | 57   | 武豐       | 2    | 17   | 6    | 1:32.5  | 三連冠                 |
| 11/12/2005 | 香港          | 沙田 | 草1000 | GI   | 香港短途錦標       | 57   | 上村洋行   | 2    | 12   | 11   | 0:58.6  | 電光火力               |

## 退役後
退役後，大賞識成爲了配種馬，於北海道新冠町大紅牧場休養，在2006年進行配種。首批子嗣於2007年出生。首批子嗣可於2009年出賽，6月20日已經有中央的賽駒在新馬戰取勝。2011年9月4日，魔怪精靈於新潟兩歲錦標取勝，成爲首匹在分級賽取勝的子嗣。2017年6月28日，渾身勇氣於帝王賞取勝，成爲首匹勝出一級賽的大賞識子嗣。
2007年9月11日被轉移至北海道日高町育馬者Stallion Staion繼續配種工作。
2022年1月1日由配種馬退役，以功勞馬身份返回大紅牧場進行養老生活。
2023年2月12日，於養老地因意外死亡，享年24歲。

### 主要子嗣

##### 一級賽優勝子嗣
粗體字為一級賽
2013年生
- 渾身勇氣（兵庫冠軍錦標、白山大賞典、兩次浦和紀念、名古屋大賞典、帝王賞、川崎紀念、大尾光紀念、日本電視盃、日本育馬場盃經典賽）

#### 分級賽優勝子嗣
2007年生
- Admire Cosmos（福島紀念）

2008年生
- Meisho Mashu（根岸錦標）

2009年生
- 魔怪精靈（新潟兩歲錦標）

2010年生
- Shonan Apollon（三月錦標）

## 血統簡介
父系週日寧靜是美國三冠賽雙軍馬，退役後在日本配種，在日本馬壇相當成功，贏得多項分級賽事，其子嗣贏得巨額獎金。連續12年成為日本冠軍種馬。祖父Halo爲美國賽駒，曾贏得一級賽冠軍，爲美國冠軍種馬。
母系Dyna Shoot爲日本賽駒，生涯戰績不俗，曾勝出三級賽七夕賞。外祖父北方風味爲加拿大賽駒，於當地有不俗的戰績，退役後被社台集團引進日本作爲配種馬使用，於週日寧靜引入前一度爲日本最成功的種馬，於與當時象徵牧場的巴索隆齊名。

### 血統表
| 父線：週日寧靜系（Halo系）                     |                              |                 |               |
| 種馬 週日寧靜 1986年（棕色）                   | Halo 1969年（棕色）          | Hail to Reason  | Turn-to       |
| 種馬 週日寧靜 1986年（棕色）                   | Halo 1969年（棕色）          | Hail to Reason  | Nothirdchance |
| 種馬 週日寧靜 1986年（棕色）                   | Halo 1969年（棕色）          | Cosmah          | Cosmic Bomb   |
| 種馬 週日寧靜 1986年（棕色）                   | Halo 1969年（棕色）          | Cosmah          | Almahmoud     |
| 種馬 週日寧靜 1986年（棕色）                   | Wishing Well 1975年（棗色）  | Understanding   | Promised Land |
| 種馬 週日寧靜 1986年（棕色）                   | Wishing Well 1975年（棗色）  | Understanding   | Pretty Ways   |
| 種馬 週日寧靜 1986年（棕色）                   | Wishing Well 1975年（棗色）  | Mountain Flower | Montparnasse  |
| 種馬 週日寧靜 1986年（棕色）                   | Wishing Well 1975年（棗色）  | Mountain Flower | Edelweiss     |
| 繁殖雌馬 Dyna Shoot 1982年（栗色）             | 北方風味 1971年（栗色）      | 北地舞人        | 新北區        |
| 繁殖雌馬 Dyna Shoot 1982年（栗色）             | 北方風味 1971年（栗色）      | 北地舞人        | Natalma       |
| 繁殖雌馬 Dyna Shoot 1982年（栗色）             | 北方風味 1971年（栗色）      | Lady Victoria   | Victoria Park |
| 繁殖雌馬 Dyna Shoot 1982年（栗色）             | 北方風味 1971年（栗色）      | Lady Victoria   | Lady Angela   |
| 繁殖雌馬 Dyna Shoot 1982年（栗色）             | Shadai Mind 1982年（深棗色） | Hitting Away    | Ambiorix      |
| 繁殖雌馬 Dyna Shoot 1982年（栗色）             | Shadai Mind 1982年（深棗色） | Hitting Away    | Striking      |
| 繁殖雌馬 Dyna Shoot 1982年（栗色）             | Shadai Mind 1982年（深棗色） | Fancimine       | Determine     |
| 繁殖雌馬 Dyna Shoot 1982年（栗色）             | Shadai Mind 1982年（深棗色） | Fancimine       | Fanciful Miss |
| 雌系：號族：9-f                                |                              |                 |               |
| 五代內近親交配：Almahmoud 4×5、Lady Angela 4×5 |                              |                 |               |

## 命名由來
名字中，Admire（アドマイヤ）是馬主近藤利一的冠名，帶有仰慕、讚賞、尊重等意思，Max（マックス）則帶有龐大、頂點的意思，香港則結合两部分，翻译为「大賞識」。

## 外部連結
- 大賞識 netkeiba.com （页面存档备份，存于）
- 血統表 （页面存档备份，存于）